# Anton Joseph Binterim

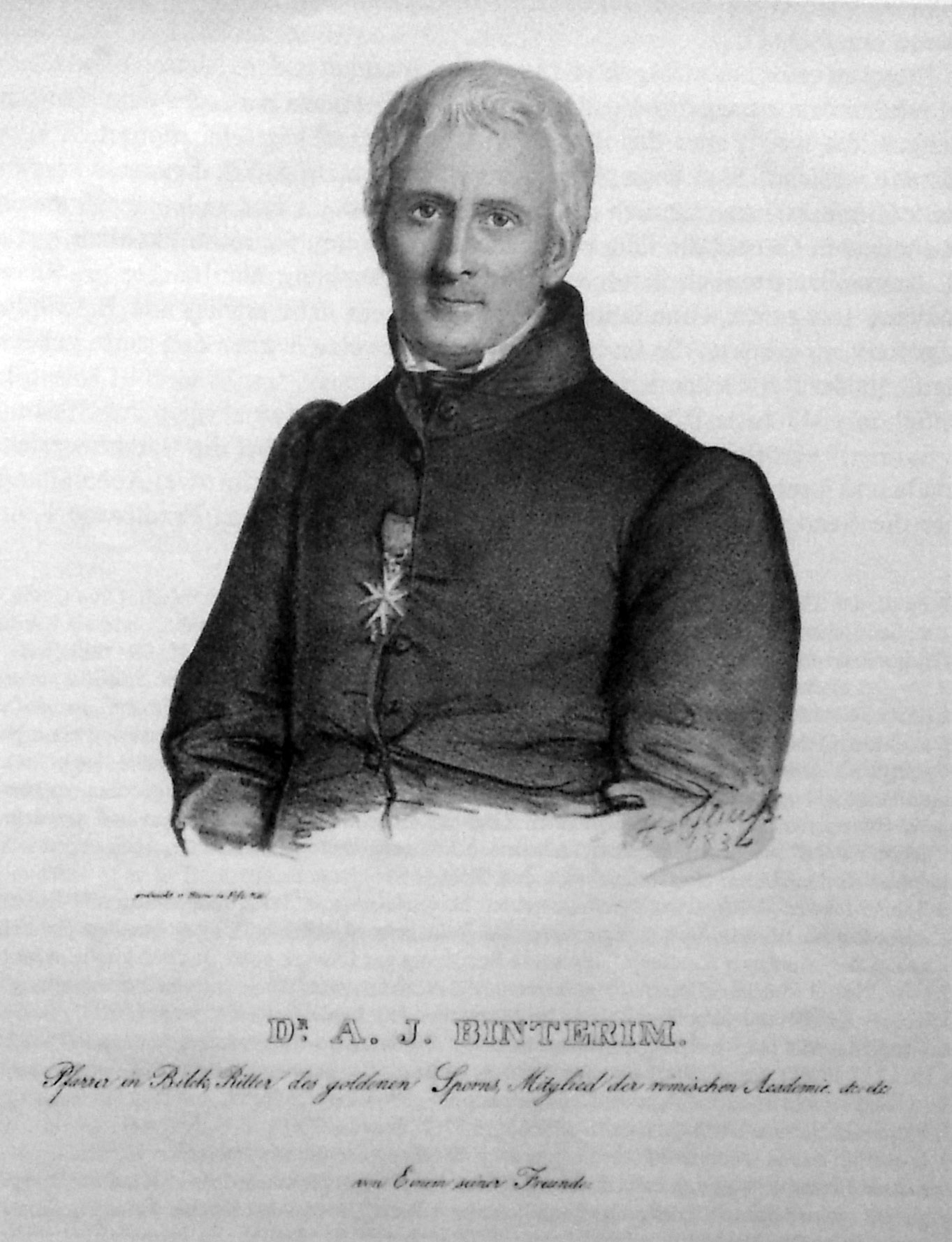
Anton Joseph Binterim – Porträt aus dem Jahre 1834

Anton Joseph (Josef) Binterim (* 19. September 1779 in Düsseldorf; † 17. Mai 1855 in Düsseldorf-Bilk) war ein römisch-katholischer Priester, Franziskaner, Theologe und Kirchenhistoriker sowie Abgeordneter in der Preußischen Nationalversammlung.

## Leben
Anton Joseph Binterim, Sohn des Düsseldorfer Schneidermeisters Johann Peter Binterim, trat 1796 der Ordensgemeinschaft der Franziskaner in der Kölnischen Ordensprovinz bei und erhielt den Ordensnamen Flosculus. Er studierte Philosophie und Physik im Franziskanerkloster Bethanien in Düren sowie Theologie in Aachen. 1802 empfing er in Köln-Deutz die Priesterweihe durch den Kölner Weihbischof Clemens August von Merle; 1804 schied er wegen der Säkularisation der Klöster aus dem Orden aus, verstand sich aber zeitlebens als dem Franziskanerorden eng verbunden.
1821 wurde er durch die Julius-Maximilians-Universität Würzburg zum Doktor der Theologie promoviert. 1848 wurde er Mitglied der Prager Universität. 1852 erhielt er die Ehrendoktorwürde des Kirchenrechts der Katholischen Universität Löwen.
1824 wurde Anton Joseph Binterim durch Papst Leo XII. mit dem Orden vom Goldenen Sporn, dem zweithöchsten Orden für Verdienste um die römisch-katholische Kirche, ausgezeichnet. 1826 wurde er Mitglied der Katholischen Akademie in Rom.
1848 wurde er in die Preußische Nationalversammlung gewählt.
Ein zwischen Burghofstraße und Suitbertusstraße gelegener Straßenzug in Bilk ist nach ihm benannt. Wesentliche Teile des Nachlasses von A. J. Binterim befinden sich im Hermann-Smeets-Archiv der Bilker Heimatfreunde in Düsseldorf.

## Wirken

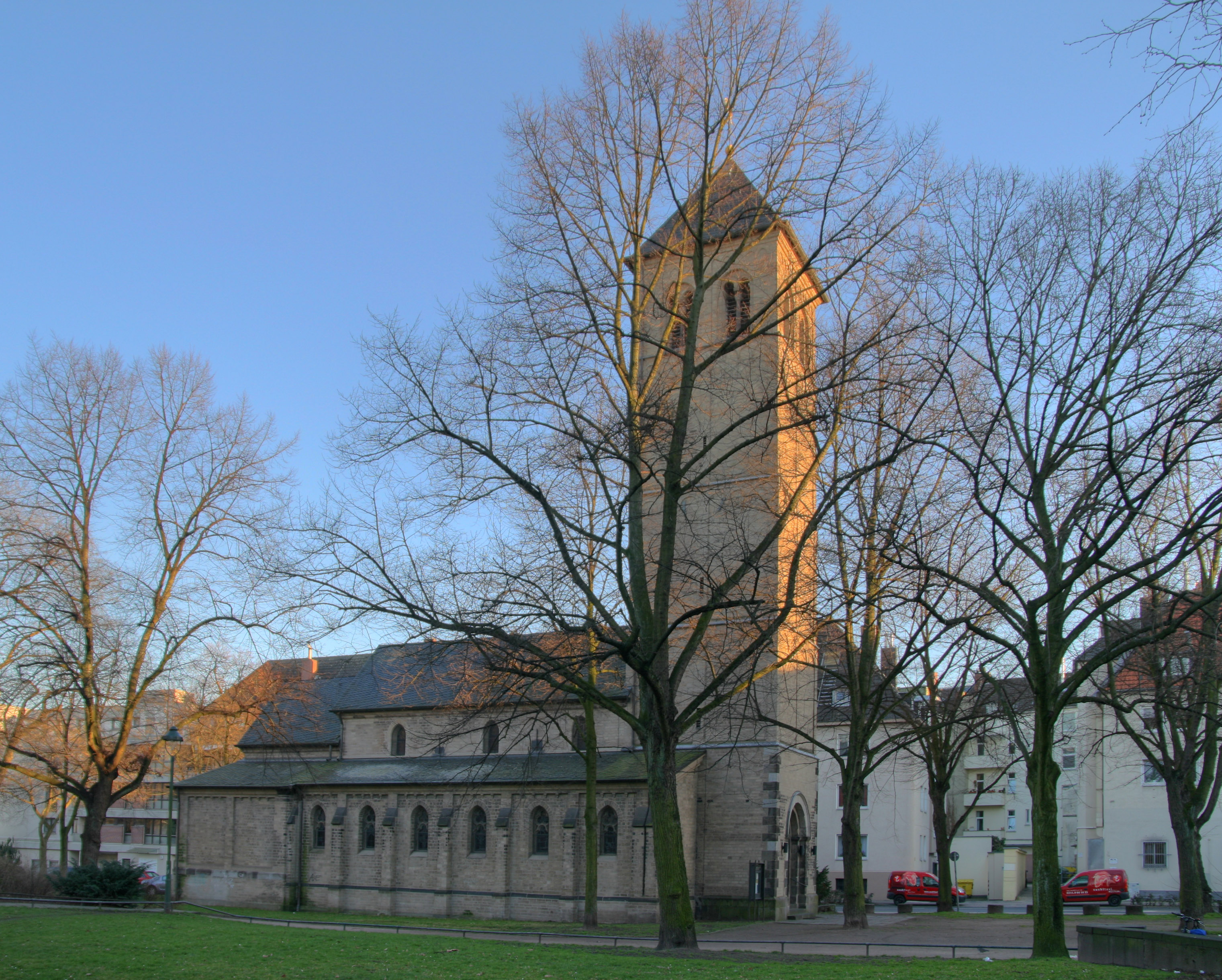
Kirche Alt St. Martin

Anton Joseph Binterim wirkte von 1805 bis zu seinem Tode 1855 als Pfarrer von St. Martin in Bilk, Düsseldorf. Er wurde mit seinem kirchenhistorischen Forschungsarbeiten über das Erzbistum Köln und den Franziskanerorden bekannt und gilt als „Gründungsvater“ des 1854 ins Leben gerufenen Historischen Vereins für den Niederrhein. Mit Heinrich Joseph Floß ergänzte Binterim die Concilia Germaniae von Hermann Joseph Hartzheim.
Binterim war entschiedener Gegner der Lehre der Hermesianer. Für seine polemischen Äußerungen zu kirchlichen Zeitfragen, wie der interkonfessionellen Ehe (Kölner Wirren), geriet er in Konflikt mit der preußischen Staatsgewalt und wurde 1839 wegen seines öffentlichen Eintretens gegen die Inhaftierung des Kölner Erzbischofes Clemens August zu einer Festungsstrafe verurteilt und in der Zitadelle Wesel inhaftiert.

## Schriften
- Sechste Rede bey dem eilfhundertjährigen Jubelfeste des heiligen Bischofes Suitbertus, Apostels hiesiger Gegend und der benachbarten Länder : vorgetr. d. 11. des Monats Julius 1817 in d. Pfarrkirche zu Kaiserswerth. Stahl, Düsseldorf ca. 1817 (Digitalisat)
- Antonii Josephi Binterim Epistolae catholicae de probationibus theologicis. Schreiner, Dusseldorpii 1820 (Digitalisierte Ausgabe)
- Die alte und neue Erzdiözese Köln. Mainz 1828–31, 4 Bde.; mit Joseph Hubert Mooren zusammen bearbeitet (Digitalisat)
  - Band 1: Erste Epoche. Mit einer Charte der Dekanate und Pfarreien, Mainz 1828  (Digitalisat).
  - Band 2, Mainz 1831 (Digitalisat).
  - Band 3, Mainz 1830 (Digitalisat).
  - Band 4, Mainz 1830 (Digitalisat).
- Die vorzüglichsten Denkwürdigkeiten der Christ-Katholischen Kirche aus den ersten, mittlern und letzten Zeiten, mit besonderer Rücksichtnahme auf die Disciplin der katholischen Kirche in Deutschland. Band I–VII, Mainz 1825–1832.
- Warum sollen es katholischen Eltern vorziehen, ihre neugeborenen Kinder in den Kirchen taufen zu lassen. 2. Auflage. Leipzig 1832 (Digitalisat)
- De libertate conjugis infidelis, factae fidelis, si infidelis alter recuset cohabitare pacifice nec sine contumelia creatoris : quaestio retractata. Hergt, Confluentibus 1834 (Digitalisat)
- Kurze Beschreibung der jetzigen Pfarrkirche zu Bilk mit ihren Gemälden von dem Pfarrer daselbst Binterim. Düsseldorf, 1835 (Digitalisierte Ausgabe)
- Pragmatische Geschichte der deutschen National-, Provinzial- und Diözesansynoden. Mainz 1835–48, 7 Bde.
- Der katholische Bruder- und Schwesterbund zu einer rein katholischen Ehe : Gedr. als Ms. - 1838. Digitalisierte Ausgabe der Universitäts- und Landesbibliothek Düsseldorf
- Das alte Gespenst in unsern Tagen neu aufgeführt von F. Ellendorf in der Schrift: Ist Petrus in Rom und Bischof der Römischen Kirche gewesen?. Roschütz, Düsseldorf 1842 (Beigefügt ist des gelehrten Jesuiten Dionysii Petavii Dissertatio de Cathedra antiochena et Romana, contra Anton. de Dominis, Spalatensem, welche in den Werken des Petavius Amsterdamer und Venediger Ausgabe nicht vorfindlich ist) (Digitalisat)
- Des Herrn Erzbischofs von Cöln Clemens August, Freiherrn Droste zu Vischering Schrift Über den Frieden unter der Kirche und den Staaten : mit einer Rechtfertigung gegen den Verf. der Personen und Zustände aus den politischen Wirren in Preußen u. mit mehrern noch unbekannten Documenten / erläutert und gegen die Angriffe der Gegner vertheidigt von Anton Joseph Binterim. - Mainz : Halenza, 1844. Digitalisierte Ausgabe
- Beleuchtung des von der Kreissynode Duisburg herausgegebenen Katechismus der Unterscheidungslehren der evangelisch-protestantischen und der römisch-katholischen Kirche. - Düsseldorf : Roschütz, 1844. Digitalisierte Ausgabe
- Der Reichstag von Augsburg im Jahre 1530 und die Aeusserung des Herzogs Wilhelm von Bayern und des Bischofs Christophorus von Stadion von Augsburg, bezüglich der lutherischen Bekenntnißschrift. Roschütz, Düsseldorf 1844. Digitalisat
- Widerlegung der Schrift: Die zwanzig heil. Röcke der Prof. D. D. Gildemeister und von Sybel. Roschütz, Düsseldorf 1845. Serie: Zeugnisse für die Aechtheit des h. Rockes zu Trier, oder: Widerlegung der Schrift: Die zwanzig heil. Röcke der Prof. D. D. Gildemeister und von Sybel. (Digitalisat=Lfg. 1, 58 S.; Digitalisat=Lfg. 2, S. 59–154; Digitalisat=Lfg. 4, [1] Bl., S. [157] - 166)
- An matrimonio mixto, cujus ante conjugationem cautiones pollicitae sunt ecclesiasticae, parochus catholicus benedicere possit etiam tunc, quando nupturientes modo coram ministro protestantico matrimonialter contraxerunt?. Selbstverl., Düsseldorf 1846 (Digitalisat)
- Dissertatio altera sive discussio iterata quaestionis : an matrimonio mixto, cujus ante conjunctionem cautiones sunt pollicitae ecclesiasticae, parochus catholicus (salva conscientia) benedicere possit etiam tunc, quando nupturientes modo coram ministro protestantico matrimonialiter contraxerunt?. Schaub, Düsseldorf 1847. (Digitalisat)
- Die Wünsche und Vorschläge der katholischen Geistlichkeit Düsseldorfs an den Hochwürdigsten Herrn Erzbischof von Köln. - Düsseldorf : Engels, 1848. Digitalisierte Ausgabe
- Verzeichnis der Bibliothek des Dr. Binterim Pfarrer in Bilk angefertigt im Jahre 1849. Düsseldorf 1849 (Digitalisat)